# 클레오파트라 (1963년 영화)
《클레오파트라》(영어: Cleopatra)는 1963년 개봉한 미국의 서사, 역사, 드라마 영화이다. 윌리엄 셰익스피어의 희곡 《안토니와 클레오파트라》를 바탕으로 제작되었다. 조지프 L. 맹키위츠가 감독을 맡았으며, 배우 엘리자베스 테일러가 클레오파트라 역을 맡아 연기했다.
1968년 세계 최고 흥행 수익을 거둔 영화이다. 하지만 동시에 세계 영화사상 최초, 당해 최고 흥행 수익을 거뒀음에도 적자를 거둔 영화이기도 하다. 감독·배우 교체, 촬영지 변경, 2번의 촬영 세트 건설, 빈약한 각본 등 영화 내적인 문제는 당시 기준 사상 최고로 높은 제작비를 낳게 되어 20세기 폭스사는 파산 직전 상황에까지 이르렀었다. 이에 더해, 영화 주연인 테일러와 버턴의 스캔들 역시 영화 외적 악재로 작용했다.
제36회 아카데미 작품상 후보였으며, 아카데미 미술상·의상상·촬영상·시각효과상을 수상했다.

## 줄거리
기원전 48년 파르살루스 전투 이후, 율리우스 카이사르는 어린 파라오 프톨레마이오스 13세와 그의 누이이자 공동 통치자인 클레오파트라의 아버지의 유언 집행자로 지명되었다는 구실로 이집트로 간다. 프톨레마이오스와 클레오파트라는 내전 중이었고, 클레오파트라는 알렉산드리아에서 쫓겨난 상태였다. 프톨레마이오스는 그의 세 "수호자"인 환관장 포티누스, 가정교사 테오도투스, 아킬라스 장군의 보살핌을 받으며 단독으로 통치하고 있었다.
클레오파트라는 카이사르를 설득하여 프톨레마이오스로부터 자신의 왕위를 되찾게 한다. 왕국을 효과적으로 통제하게 된 카이사르는 클레오파트라 암살 시도를 계획한 혐의로 포티누스를 사형에 처하고, 프톨레마이오스를 동쪽 사막으로 추방하여 그와 그의 수적으로 열세인 군대가 미트리다테스와의 싸움에서 확실한 죽음을 맞이하게 한다. 클레오파트라는 이집트의 여왕으로 즉위하고, 로마의 왕이 되기를 열망하는 카이사르와 함께 세상을 통치하는 꿈을 꾸기 시작한다. 그들은 결혼하고, 그들의 아들 카이사리온이 태어나자 카이사르는 그를 공개적으로 인정하는데, 이는 로마와 원로원의 화제가 된다.
종신 독재관이 된 카이사르는 클레오파트라를 부른다. 그녀는 호화로운 행렬로 로마에 도착하여 로마 시민들의 환호를 받는다. 카이사르가 왕이 되기를 원한다는 소문이 퍼지면서 원로원의 불만은 점점 커진다. 기원전 44년 이두스의 날, 한 무리의 공모자들이 카이사르를 암살하고 도시를 탈출하여 반란을 일으킨다. 옥타비아누스 (카이사르의 양아들), 마르쿠스 안토니우스 (카이사르의 오른팔이자 장군), 마르쿠스 아이밀리우스 레피두스 간의 동맹이 반란을 진압하고 공화국을 분할한다. 클레오파트라는 카이사르의 유언이 카이사리온이 아닌 옥타비아누스를 공식 상속자로 인정하자 분노하여 이집트로 돌아간다.
동방의 파르티아에 대한 전역을 계획하던 안토니우스는 오직 이집트만이 충분히 제공할 수 있는 돈과 보급품이 필요하다는 것을 깨닫는다. 이집트를 떠나기를 거듭 거부하던 클레오파트라는 결국 동의하고 타르수스에서 그녀의 왕실 바지선을 타고 그를 만난다. 둘은 사랑에 빠진다. 옥타비아누스가 레피두스를 제거하자 안토니우스는 로마로 돌아갈 수밖에 없었고, 그곳에서 정치적 갈등을 막기 위해 옥타비아누스의 누이인 옥타비아와 결혼한다. 이는 클레오파트라를 격분시킨다. 안토니우스와 클레오파트라는 화해하고 결혼하며, 안토니우스는 옥타비아와 이혼한다. 격분한 옥타비아누스는 안토니우스의 유언을 로마 원로원에 읽어주는데, 안토니우스가 이집트에 묻히기를 원한다는 내용이 드러난다. 로마는 안토니우스에게 등을 돌리고, 옥타비아누스의 이집트에 대한 전쟁 선포는 열광적인 반응을 얻는다. 전쟁은 기원전 31년 9월 2일 악티움 해전에서 결정되는데, 아그리파의 지휘 아래 옥타비아누스의 함대가 안토니우스-이집트 함대의 선두 함선을 격파한다. 안토니우스가 죽었다고 생각한 클레오파트라는 이집트군에게 귀환 명령을 내린다. 안토니우스는 그녀를 따라가다가 자신의 함대를 지휘관 없이 남겨두어 곧 패배한다.
몇 달 후, 클레오파트라는 카이사리온을 변장시켜 알렉산드리아 밖으로 보낸다. 그녀는 또한 안토니우스에게 군대의 지휘를 재개하고 진격하는 옥타비아누스의 군대와 싸우도록 설득한다. 그러나 안토니우스의 병사들은 밤새 그를 버리고 떠난다. 안토니우스에게 충성심을 지킨 마지막 사람인 루피오는 자살한다. 안토니우스는 옥타비아누스를 단독 전투로 도발하려 하지만, 결국 도시로 도망칠 수밖에 없다. 안토니우스가 궁전으로 돌아오자, 클레오파트라를 사랑했던 아폴로도로스는 그에게 클레오파트라가 지시한 대로 그녀의 무덤에 있다고 말하고, 안토니우스가 그녀가 죽었다고 믿게 한다. 안토니우스는 자신의 칼에 쓰러진다. 아폴로도로스는 자신이 안토니우스에게 거짓말을 했다고 고백하고, 클레오파트라와 두 하녀가 피신해 있던 무덤으로 그를 돕는다. 안토니우스는 클레오파트라의 품에서 죽는다.
옥타비아누스와 그의 군대는 수레에 실린 카이사리온의 시신과 함께 알렉산드리아로 진군한다. 그는 독약을 마시고 죽은 아폴로도로스의 시신을 발견한다. 그는 이어서 안토니우스가 죽었고 클레오파트라가 무덤에 숨어있다는 소식을 듣는다. 그곳에서 그는 클레오파트라가 로마로 함께 가면 이집트를 로마의 속주로 다스리게 해주겠다고 제안한다. 아들이 죽었다는 것을 아는 클레오파트라는 옥타비아누스의 조건에 동의하며, 자신을 해치지 않겠다고 아들의 목숨을 걸고 맹세한다. 옥타비아누스가 떠난 후, 그녀는 하녀들에게 자살을 돕도록 명령한다. 그녀가 자살하려는 것을 발견한 옥타비아누스와 그의 경비병들은 클레오파트라의 방으로 들이닥쳐 그녀와 하녀들, 그리고 그녀를 죽인 독사가 황금 옷을 입은 채 죽어 있는 것을 발견한다.

## 출연

### 주연
- 엘리자베스 테일러
- 리처드 버턴
- 렉스 해리슨

### 조연
- 패멀라 브라운
- 조지 콜
- 흄 크로닌
- 체사레 다노바
- 케네스 헤이그
- 앤드루 키어
- 마틴 랜다우
- 로디 맥다월
- 로버트 스티븐스
- 프랜체스카 애니스

## 기타
- 미술: 존 드퀴어
- 의상: 비토리오 니노 노바레세
- 의상: 레니
- 의상: 아이린 셰러프

## 한국판 성우진

### KBS (1980년 12월 25일)
- 장유진 - 클레오파트라(엘리자베스 테일러)
- 이강식 - 마르쿠스 안토니우스(리처드 버턴)

### MBC (1988년 4월 30일)
- 정희선 - 클레오파트라(엘리자베스 테일러)
- 박일 - 마르쿠스 안토니우스(리처드 버턴)

## 같이 보기
- 로마 공화국
- 고대 이집트
- 프톨레마이오스 왕조
- 검과 샌들
- 시대극 영화 목록